# Douglas Modelo 8A-2
El Douglas N-8-A2 fue una versión del monoplano biplaza de ataque Northrop A-17, construida en 1934 por la Douglas Aircraft Company. Era una variante especialmente construida para ser entregada a Argentina en el año 1938.

## Desarrollo
En 1935, la Fuerza Aérea Argentina (FAA) requirió actualizar sus medios de combate. Por ello, tras la visita a Buenos Aires de una comisión especial estadounidense, que contó con la participación del piloto de pruebas Eddie Allen, exhibiendo el prototipo XA-16 (Northrop Gamma 2F), se eligió a un derivado de dicho avión de ataque denominado Northrop A-17 por el USAAC (éxito en ventas de exportación por sus características y bajo precio). Por entonces este aparato constituía la espina dorsal del Cuerpo Aéreo del Ejército de los Estados Unidos (USAAC).
Los 30 ejemplares fueron construidos por Douglas, que poseía desde 1937 el 49% de las acciones de la Northrop Corporation, con el nombre de Douglas Model 8A-2, se entregaron desarmados en kits y serían reensamblados en la Fábrica Militar de Aviones en 1938-39. 
En Argentina fueron conocidos oficialmente como N-8-A2, reconociendo el origen del diseño en Northrop, a pesar de haber sido fabricados por Douglas.
Fue operado por la FAA, revistando en su Regimiento de Ataque N.º 2, primero desde la base aérea El Palomar (Provincia de Buenos Aires) y luego desde El Plumerillo (Provincia de Mendoza). Si bien era un aparato moderno para los estándares de entreguerras, el inicio de la Segunda Guerra Mundial y los avances técnicos que esta produjo en la aeronáutica militar hicieron que el modelo quedase obsoleto rápidamente. 
Operó hasta ser reemplazado en su papel por el avión argentino de diseño autóctono I.Ae. 24 Calquín. Tras esto, los aparatos fueron relegados a la función de entrenamiento avanzado y transferidos nuevamente a El Palomar. Su vida operativa en Argentina finalizó en 1955, y para 1958 había desaparecido del inventario oficial.

## Diseño
La versión argentina N-8A-2 estaba propulsada por un motor radial Wright R-1820-G3 de 840 hp, y poseía un armamento más potente que el A-17 original, ya que contaba con dos ametralladoras de 11,65 mm y dos de 7,65 mm en las alas, todas de fabricación Madsen. Adicionalmente portaba una ametralladora Madsen de 7,65 mm en un afuste flexible para el artillero trasero. También disponía de un compartimiento ventral de observación, utilizable por el bombardero para reglar el lanzamiento de bombas, por debajo y detrás de la cabina trasera. La carga normal de bombas era de 20 bombas de fragmentación de 15 kg cada una, transportadas en soportes externos ventrales, y cuatro bombas de 50 kg bajo las alas. Su carga máxima de bombas era de 600 kg.
El tren de aterrizaje en la versión argentina era fijo, completamente carenado. Las cabinas del piloto y del artillero eran cerradas y tenían cubiertas deslizables.
El Douglas Model 8A fue también vendido a las fuerzas aéreas de Irak, Noruega, Países Bajos y Perú.

## Variantes
Model 8A-2
Designación de fábrica, 30 construidos.
N-8A-2
Designación del modelo dada por la Fuerza Aérea Argentina.

## Especificaciones

### Características generales
- Tripulación: Dos (piloto y artillero)
- Longitud: 9,6 m (31,5 ft)
- Envergadura: 14,6 m (47,9 ft)
- Altura: 3,6 m (11,9 ft)
- Superficie alar: 33,7 m² (362,8 ft²)
- Planta motriz: 1× motor radial de 9 cilindros refrigerado por aire Wright R-1820G-3.
  - Potencia: 522 kW (720 HP; 710 CV)
- Hélices: Tripala de paso variable

### Rendimiento
- Velocidad máxima operativa (Vno): 360 km/h (224 MPH; 194 kt)
- Velocidad crucero (Vc): 322 km/h (200 MPH; 174 kt)
- Velocidad de entrada en pérdida (Vs): 105 km/h (65 MPH; 57 kt)
- Alcance: 1915 km (1034 nmi; 1190 mi)
- Techo de vuelo: 7700 m (25 262 ft)

### Armamento
- Ametralladoras: 

  - 2x Madsen de 11,65 mm en las alas
  - 2x Madsen de 7,65 mm en las alas

## Aeronaves relacionadas

### Desarrollos relacionados
- Northrop A-17